# 纽约市立大学研究生中心
纽约市立大学研究生院及大学中心（Graduate School and University Center of the City University of New York），通称纽约市立大学研究生中心（CUNY Graduate Center），是纽约市的一所公立研究型大学和研究生院。该中心成立于1961年，最初名为纽约市立大学研究生部（Division of Graduate Studies at City University of New York），1969年更名为现名。作为纽约市立大学系统的主要博士学位授予机构，纽约市立大学研究生中心被归类为R1博士大学。
纽约市立大学研究生中心位于曼哈顿中城第五大道365号的B. Altman and Company大楼，提供32个博士课程、18个硕士课程，并运营着30多个研究中心和研究所。研究生中心拥有约130名核心教职员工，此外还有来自纽约市其他纽约市立大学校区的1700多名教职员工。截至2025年秋季，研究生中心招收超过3100名学生，其中2600名是博士生。2024年秋季学期，纽约市立大学研究生中心所有博士项目的申请者中有16.3%获得了录取。